# Felix Timmermans
Leopold Maximiliaan Felix Timmermans (Lier, 5. srpnja 1886. – 24. siječnja 1947.) bio je jedan od najprevođenijih i najproduktivnijih flamanskih pisaca. Najpoznatije djelo mu je roman Pallieter. Timmermans je također pisao i pod pseudonimom Polleke van Mher.
Bio je autodidakt i pisao je drame, romane povijesnog karaktera, novele, religioznim tonom prožeta djela i pjesme. Pored pisanja Timmermans je bio ilustrator i slikar. Ilustrirao je svoje knjige kao i neke od svoga kolege Ernsta Claesa. Također je dizajnirao i uveze svojih knjiga.
Timmermans je preminuo u rodnom Lieru u 60. godini života od posljedica srčanog udara.